# Государственный музей палехского искусства
Госуда́рственный музе́й па́лехского иску́сства (ГМПИ) — музей русского народного искусства палехской миниатюры, расположенный в посёлке городского типа Палех Ивановской области, Россия.

## История
В октябре 1931 года по совету Максима Горького искусствовед Анатолий Бакушинский в письме в Народный комиссариат просвещения РСФСР рекомендовал организовать в Палехе художественный музей. Постановление об этом было принято 8 (по другим данным 20) мая 1934 года. 13 марта 1935 года, через 10 лет после основания Артели древней живописи состоялось открытие Государственного музея палехского искусства. Первоначально музей располагался на втором этаже местного сельпо, в бывшем доме купцов Шалагиных, но уже через год был перенесён в двухэтажный дом, ранее принадлежавший хозяину иконописной мастерской Дмитрию Петровичу Салаутину.
Первый директор ГМПИ — Г. В. Жидков. В разные годы музей возглавляли Василий Тарасович Бондаренко, Николай Михайлович Зиновьев, Виталий Тимофеевич Котов (1963—1968), Григорий Михайлович Мельников (1970—1976), Алевтина Геннадьевна Страхова (с 1976).
Помимо лаковой миниатюры в музее были представлены советская и старая западная живопись (картины итальянской, фламандской и голландской школ XVII века), поступившая из Государственного музея изобразительных искусств имени Пушкина и от Ленинградской закупочной комиссии Комитета по делам искусств.
В 1936 году коллекция музея была пополнена иконами Крестовоздвиженского храма Палеха, также музей принял и само здание (относилось к музею до 1992 года). Отдел «Старый Палех» пополнялся иконами и из других храмов региона.
В дар музею приносили произведения из своих собраний Якуб Ганецкий и Ефим Вихрев. Коллекции музея постоянно пополнялись произведениями ведущих художников Палеха.
В годы Великой Отечественной войны музей из районного превратился в республиканский с непосредственным подчинением Всекохудожнику.
В послевоенный период ГМПИ проводил серию передвижных выставок советской палехской миниатюры.
В 1960—1980-е годы музей проводил в среднем 15 выставок в год, как тематических так и персональных, при музее была организована реставрационная мастерская.
В 1967 году музею была передана палехская Ильинская церковь вместе с прилегающим некрополем (с 1989 года возобновились богослужения).
На правах филиалов ГМПИ создаются мемориальные дома-музеи художников.
29 августа 2014 года Музей палехского искусства получил новое здание, в котором разместилась коллекция икон, поскольку старое здание могло экспонировать лишь 13 % всех работ.

## Экспозиция
Собрание музея насчитывает более 10 тысяч экспонатов, среди которых более 3000 русских икон, включая иконы XIV—XVI веков, более 7000 лаковых миниатюр, работы итальянских, голландских, фламандских, немецких художников XVI—XIX веков, а также живописные полотна художников Палеха.
Палехская миниатюра представлена такими мастерами, как Иван Голиков, Иван Маркичев, Иван Баканов, Александр Зубков, Александр Котухин, Иван Вакуров, Дмитрий Буторин, Николай Зиновьев.
Художественный музей располагает библиотечно-информационным центром, который содержит более 8 тысяч книг. Филиалами художественного музея являются дом-музей Павла Корина, музей-мастерская Николая Дыдыкина в деревне Дягилево, дом-музей Ивана Голикова, музей-усадьба Николая Зиновьева.

## Порядок работы
Музей открыт для посещения с 10:00 до 17:00 ежедневно, кроме понедельника; санитарный день — последняя пятница каждого месяца.

## Галерея

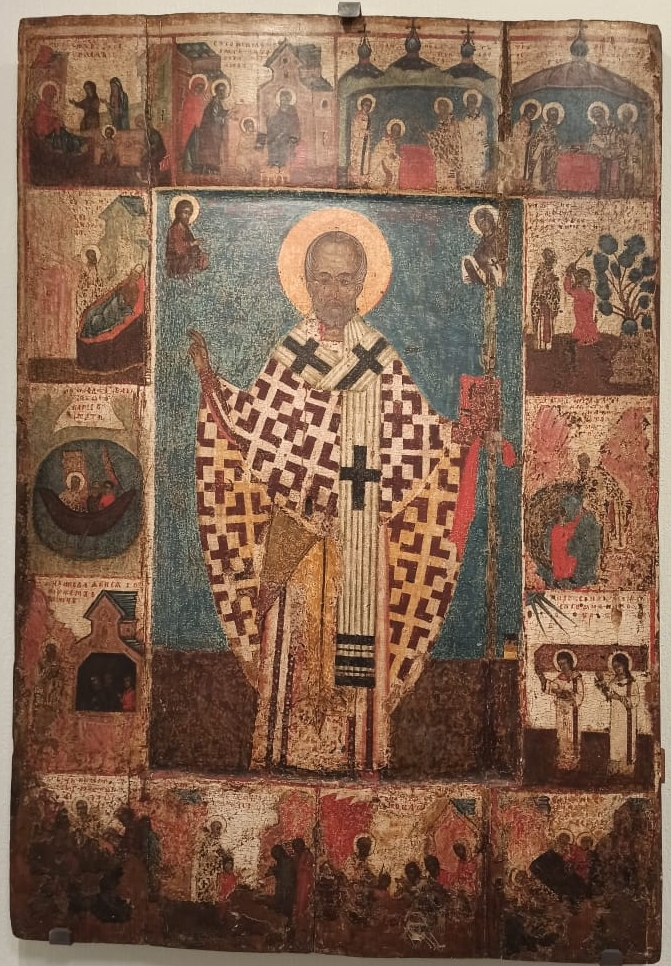
Николай Чудотворец с житием, XIV—XV века
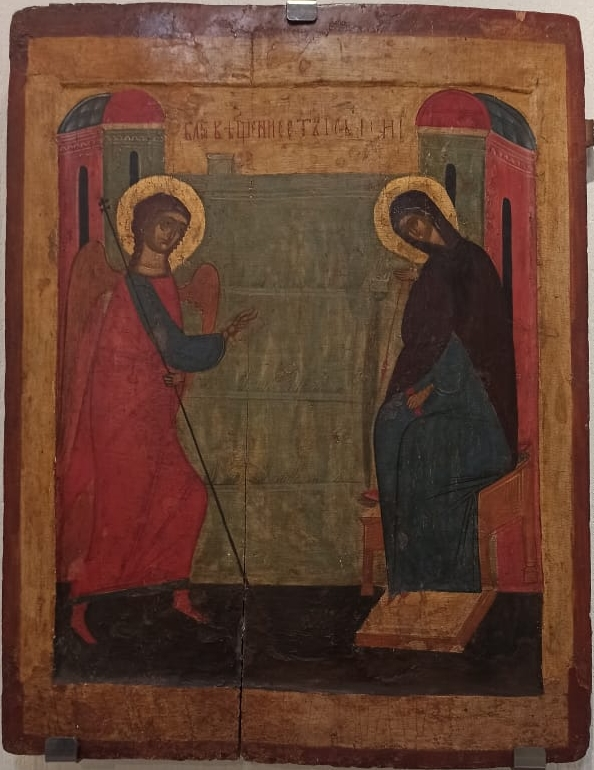
Благовещение Пресвятой Богородицы, первая половина XV века
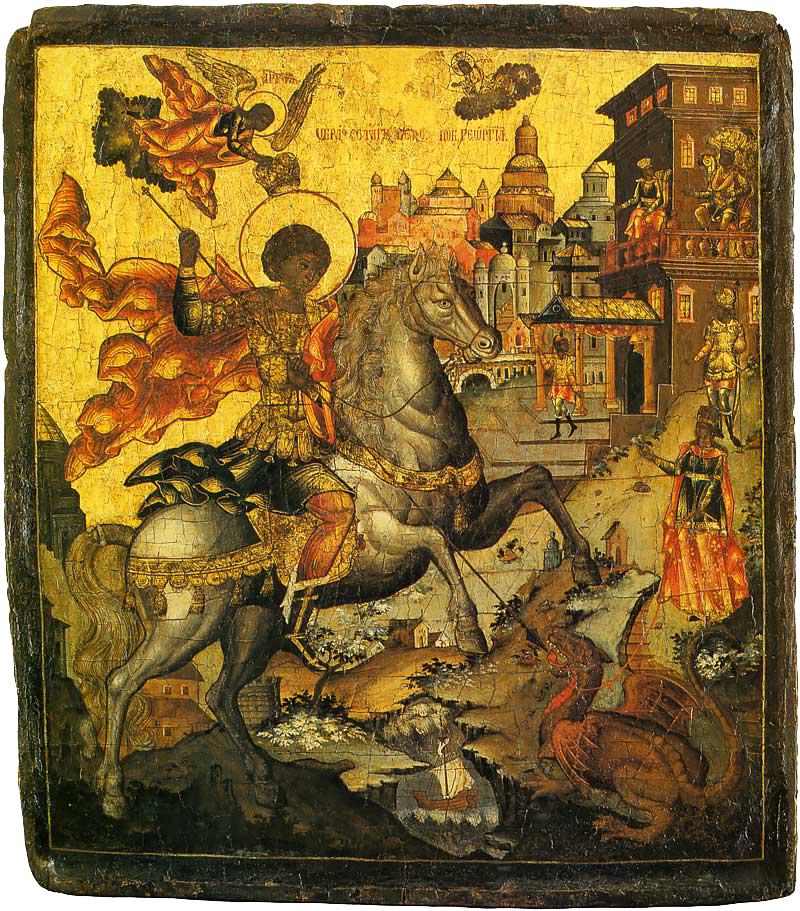
Чудо Георгия о змие, середина XVIII века
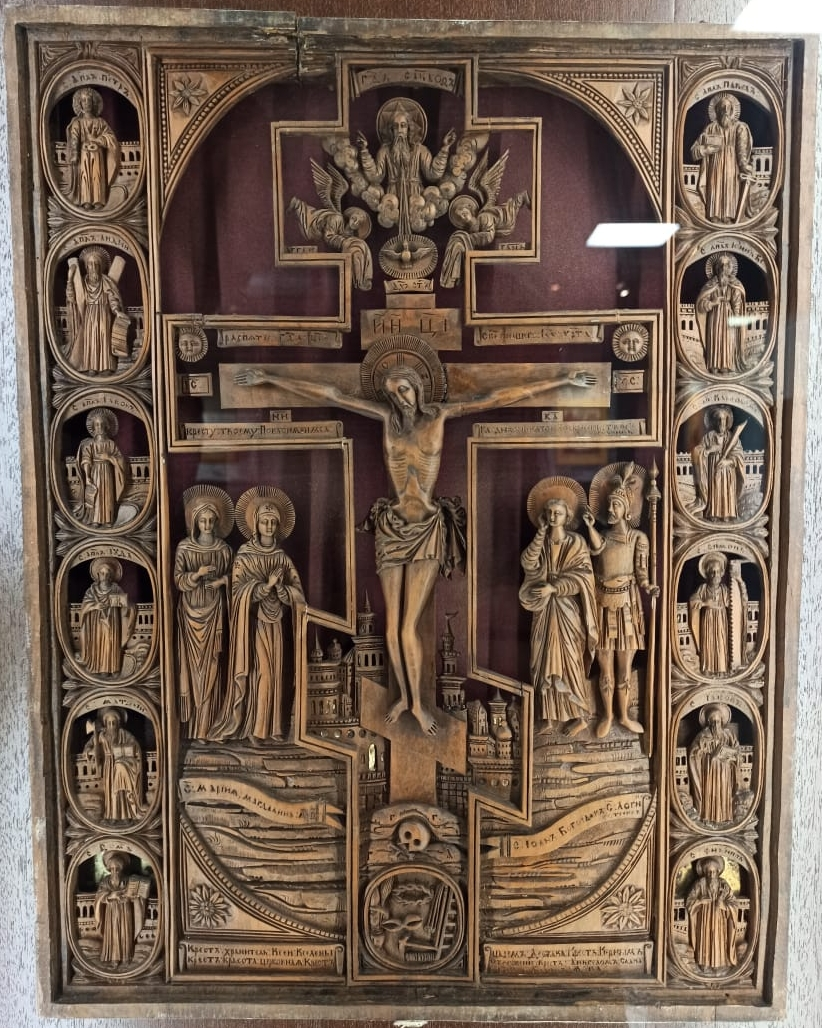
Стихира Кресту. По краям — двенадцать апостолов, в верхней части — Саваоф, XIX век
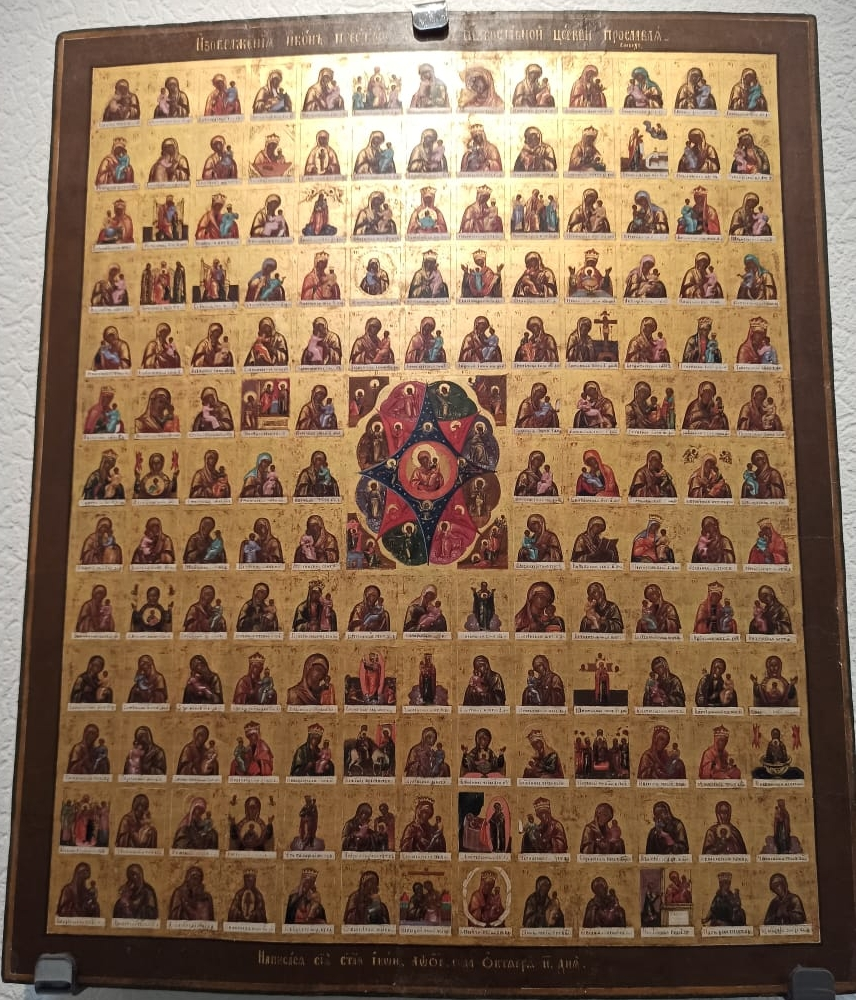
Почитаемые православные иконы Богородицы, XIX век
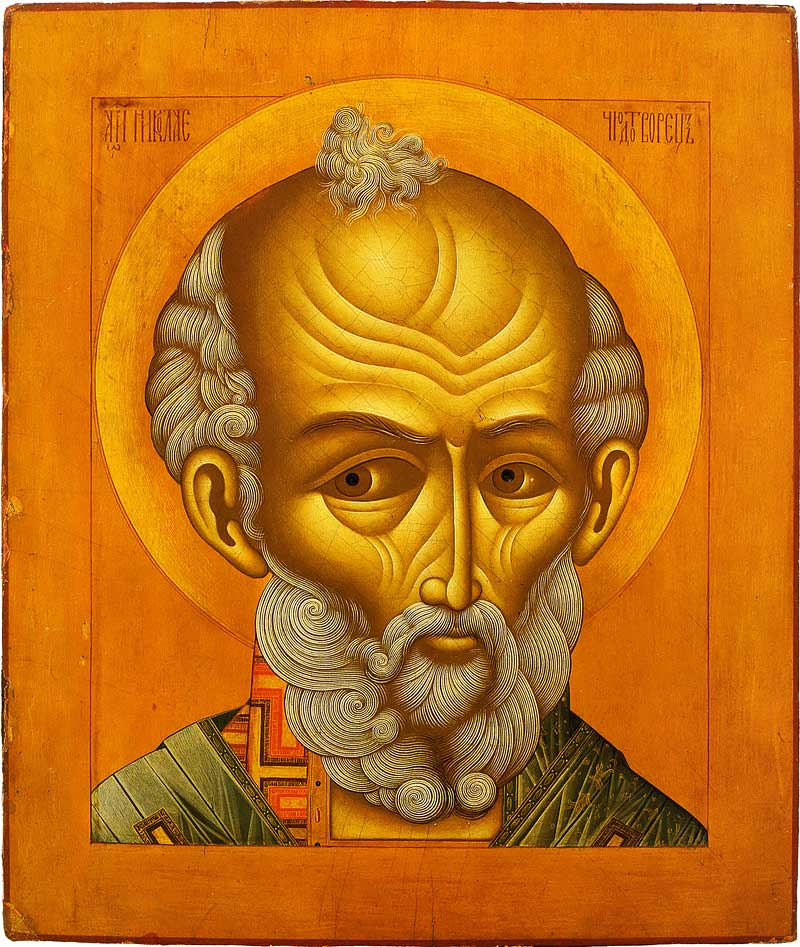
Никола Отвратный, начало XX века
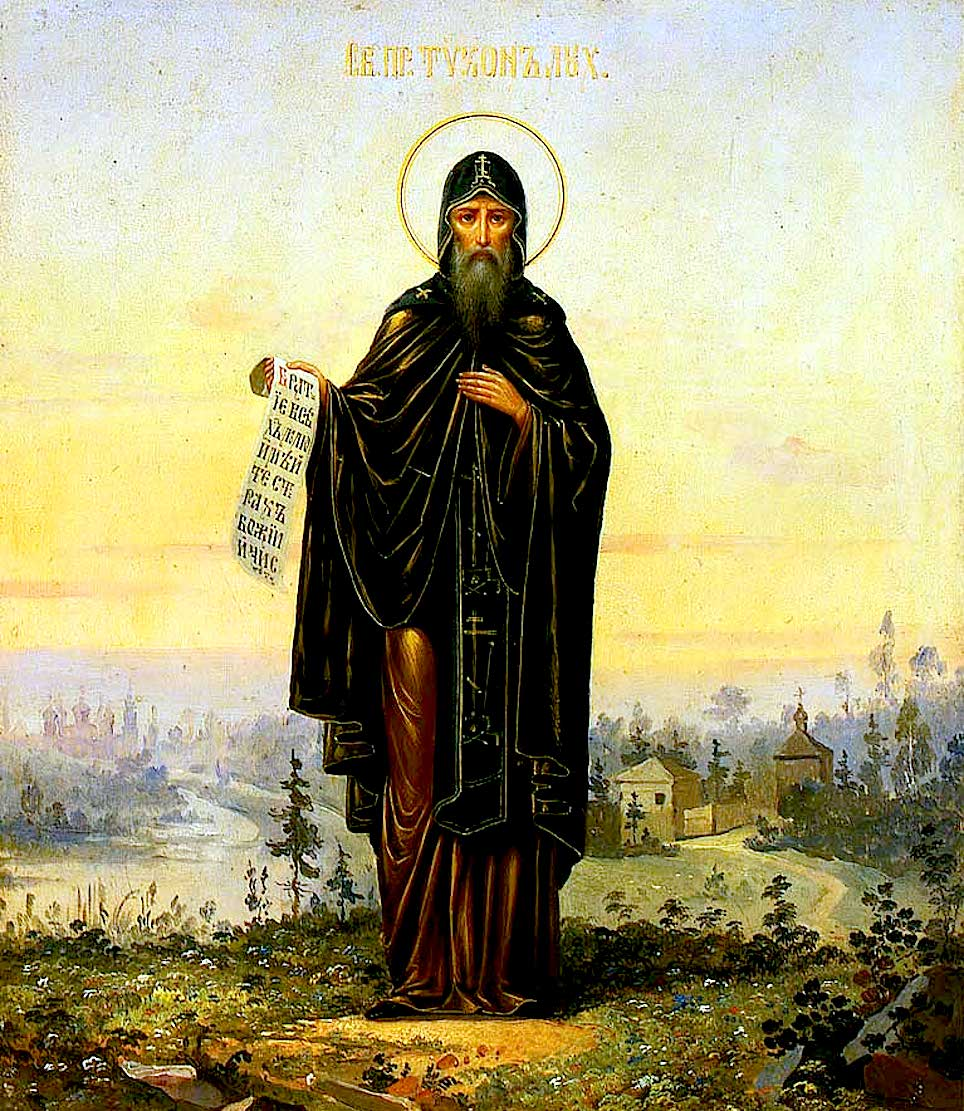
Тихон Луховской, начало XX века